# Ordinea
Ordinea a fost o publicație din România care a apărut în perioada dinaintea Primului Război Mondial.
Ziarul Ordinea apare pentru prima dată la București, la data de 23 noiembrie 1907 cu subtitlul „Organ conservator”, fiind editat de gruparea din Partidul Conservator din jurul lui Take Ionescu.
Începând cu data de 27 ianuarie 1908 și până la încetarea apariției sale, la 30 ianuarie 1913, ziarul își schimbă subtitlul care devine „Organ conservator democrat.” Schimbarea a fost cauzată de desprinderea aripii conduse de Take Ionescu din Partidul Conservator și înființarea de către aceștia a Partidului Conservator-Democrat.:p. 453
Ordinea a fost organul de presă oficial al Partidului Conservator Democrat între 27 ianuarie 1908 și 30 ianuarie 1913, când a fost înlocuit cu ziarul „Acțiunea”.:p. 181
Ziarul apărea zilnic, în formatul 65x46 cm. Periodic a scos și suplimente de 1-2 pagini. Costul unui număr era de 5 bani iar abonamentul pe un an costa 20 de lei. A fost tipărit la tipografia „Speranța” până la 10 septembrie 1907, la tipografia „Adevărul” între 11 decembrie 1907 și 18 februarie 1908, iar de la 20 februarie 1908 la tipografia ziarului „La Roumanie”.:p. 453